# Bez świadków
Bez świadków (ros. Без свидетелей, Biez swidietielej) – radziecki dramat psychologiczny z 1983 roku w reżyserii Nikity Michałkowa.

## Obsada
- Irina Kupczenko
- Michaił Uljanow